# كوماتييت

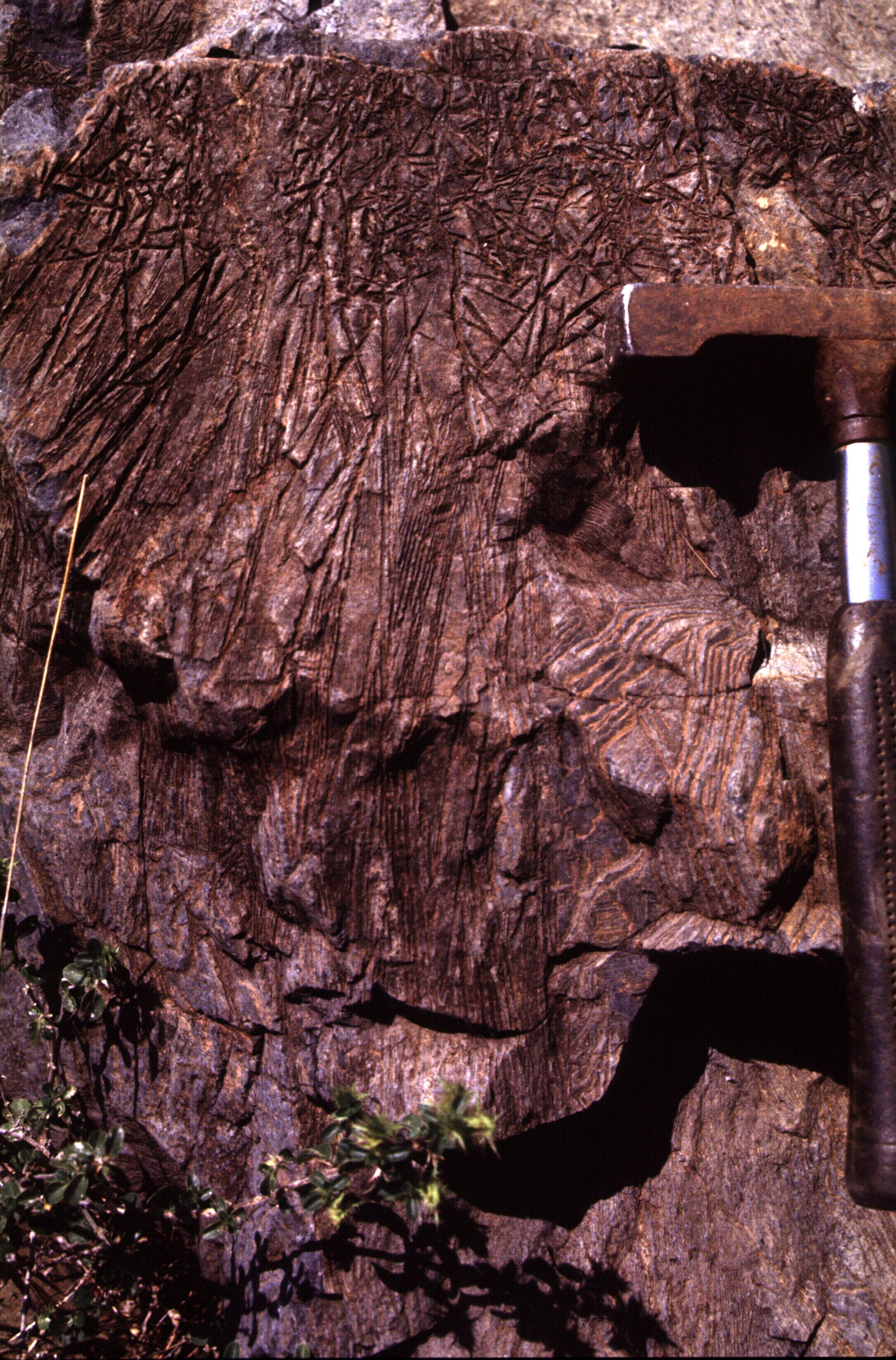
صخر كوماتييت في جنوب إفريقيا

كوماتييت هو نوع من أنواع الصخر فوق المافي البركاني المشتق من الوشاح والمتبلور من الحمم البركانية بتركيب على الأقل 18% وزناً من أكسيد المغنيسيوم (MgO).
لا يحوي تركيب الكوماتيت على نسب مرتفعة من السيليكون والبوتاسيوم والألومنيوم، بالمقابل فإنه يحوي على تسب مرتفعة من المغنيسيوم. تشتق التسمية من نهر كوماتي في جنوب إفريقيا وهو موقع النمط لهذه الصخور. لهذه الصخور نسيج يشبه الأشواك أو الشجيرات وتحوي عادة على معادن الزبرجد الزيتوني (الأوليفين) والبيروكسين.